# Большой Жетонег
Большой Жетонег — озеро в Осташковском городском округе Тверской области России.
Озеро протокой соединяется с озером Селигер. 

## Данные водного реестра
По данным государственного водного реестра России относится к Верхневолжскому бассейновому округу, водохозяйственный участок реки — Волга от Верхневолжского бейшлота до г. Зубцов без р. Вазуза от истока до Зубцовского г/у. Речной бассейн реки — (Верхняя) Волга до Куйбышевского водохранилища (без бассейна Оки).
Код объекта в государственном водном реестре — 08010100411110000000480.